# Rueț, Tărgoviște
Rueț (în bulgară Руец) este un sat în comuna Tărgoviște, regiunea Tărgoviște,  Bulgaria. 

## Demografie
Componența etnică a satului Rueț
     Turci (72,24%)
     Nicio identificare (3,34%)
     Bulgari (24,4%)
     Romi (0%)
La recensământul din 2011, populația satului Rueț era de 717 locuitori. Din punct de vedere etnic, majoritatea locuitorilor (72,24%) erau turci, cu o minoritate de bulgari (24,4%). Pentru 3,34% din locuitori nu este cunoscută apartenența etnică.